# Psila indica
Psila indica är en tvåvingeart som beskrevs av Shatalkin 2000. Psila indica ingår i släktet Psila och familjen rotflugor.
Artens utbredningsområde är Meghalaya (Indien). Inga underarter finns listade i Catalogue of Life.